# Батон (царь дарданцев)
Батон (правил ок. 206—176 гг. до н. э.) — иллирийский царь дарданцев. Он был сыном и преемником царя Лонгара и братом 
Момуния II, сменившего его на дарданском престоле. Батон сражался на стороне римлян против Македонии во время Второй Македонской войны. Он отметился использованием эффективной военной тактики против македонского военачальника Афинагора. Батон представлял собой серьёзную угрозу для македонян, но после окончания войны его союзнические отношения с римлянами ослабли.

## Военная активность
Когда в 200 году до н. э. римляне под командованием опытного полководца Публия Сульпиция Гальбы Максима вошли в земли иллирийцев, они ожидали поддержки со стороны своих прежних союзников из этих мест. После ряда римских побед в римский лагерь прибыли многие местные цари и враги Македонии: Плеврат III, правитель тавлантиев, Аминандр, царь афаманов, и Батон, царь дарданцев. Римский военачальник сказал им, что призовёт их на помощь, когда его армия войдёт в Македонию. Батон рассчитывал на то, что в случае территориальных приобретений римлян он получит контроль над землями пеонов.
Филипп V предвидел, что римляне будут атаковать его через Эригонскую долину, и был полон решимости защитить свои фланги от набегов римских союзников: этолийцев на юге и войск Батона на севере. Он повелел своему сыну Персею перекрыть проход, ведущий в Пелагонию. В результате военной активности римлян Филипп V отозвал войска под командованием Персея. Поражение его конницы при Оттолобе у реке Эригон, хотя и не было крупным, но являлось следствием его авантюрных действий после того, как он узнал, что армии Плеврата и Батона, которые воспользовались боевыми действиями между римлянами и македонянами, преодолели горные перевалы и были уже в Македонии. Хотя их вторжения и были согласованными, именно дарданцы нанесли македонянам наибольший ущерб. Как только римляне отбыли на зимовку в Аполлонию, Филипп V отправил своего полководца Афинагора против армии дарданцев, которая возвращалась на родину, будучи нагруженной добычей.
Вначале Афинагор атаковал отряды дарданцев, шедшими последними, но когда армия Батона поворотилась к армии противника, выровнив свои ряды, противостояние превратилась в полноценную битву. Как только дарданцы двинулись дальше, македоняне атаковали их своей конницей и лёгкой пехотой. У Батона не было войск такого типа, а его были тяжело вооружены, но природные особенности местности помогли им. Дарданцы потеряли некоторое количество воинов убитыми и ранеными, но попавших в плен не было, так как лишь в редком случае дарданцы выходили из своих рядов и сражались вместе или отступали в тесном строю. Дарданская армия под командованием Батона была хорошо организованной военной силой в соответствии с самой передовой военной тактикой того времени, а также отличалась храбростью, дисциплиной и сплочённостью.
Известие о победе римлян в 197 году до н. э. снова побудило Батона вторгнуться в долину Вардара, но Филипп V встретил и разбил его близ столицы пеонов Стоби во главе армии, которую он спешно набрал из городов своего царства. Македоняне продолжали удерживать Билазору и через неё контролировать всю Пеонию, возвращения которой дарданцы всё ещё требовали через 30 лет после очередной крупной победы римлян.. Батон не получил никаких территорий, на которые он рассчитывал, в отличие от ардиеев, которым были представлены земли, чтобы Плеврат мог напасть на Македонию из них. Это возмутило дарданцев, которые надеялись присоединить к своем царству македонские земли и освободить пеонов, своих союзников. Об их возмущении свидетельствует тот факт, что в 190 году до н. э. этолийцы запросили у Батона наёмников для своей войны против римлян.
Поскольку победить Батона в военном отношении было трудно, Филипп V разработал план по натравливанию на него многочисленных бастарнов. Он предложил им предоставить путь в царство дарданцев, чтобы бастарны могли осесть там на некоторое время, а затем продолжить свой путь через Иллирию в Италию. Цель Филиппа V заключалась в том, чтобы таким образом уничтожить дарданцев полностью, поселить бастарнов на их землях и направить их на опустошение Италии. Но к тому времени Батона в качестве царя дарданцев сменил его брат Монуний.